# Okupace (film)
Okupace je český film z roku 2021 režiséra a scenáristy Michala Nohejla. Na scénáři se kromě Nohejla podíleli také Marek Šindelka a Vojtěch Mašek. Film vznikl na základě historky z doby normalizace, kdy do divadla po představení vkráčí mezi oslavující herce ruský voják a herci se musí rozhodnout, jak s nenáviděným okupantem naloží.
V hlavních rolích se objevili Martin Pechlát, Cyril Dobrý, Antonie Formanová, Otakar Brousek, Tomáš Jeřábek, Pavel Neškudla, Alexej Gorbunov a Vlastimil Venclík. Na soundtracku k filmu se podílela skupina Kill the Dandies!, která se rovněž ve filmu objevila.
Film vznikl v koprodukci České televize, za podpory Státního fondu kinematografie. V českých kinech měl snímek premiéru 5. srpna 2021. Film prošel kiny bez většího povšimnutí diváků, ovšem byl oceňován kritiky, získal mimo jiné čtyři Ceny české filmové kritiky a tři České lvy.
Mezinárodní premiéra proběhla v listopadu 2021 v Tallinnu na filmovém festival Black Nights Film Festival. Zde byl film vybrán do soutěžní sekce First Features, určené debutovým filmům.

## Synopse
V jednom nejmenovaném divadle za dob normalizace se po výročním představení Fučíkovy Reportáže psané na oprátce studentka filmové školy Milada nesměle vypraví za režisérem Jindřichem. Jindřich, v minulosti úspěšný a oceňovaný režisér, který mimo jiné inscenoval Beckettovy hry, je po okupaci zahořklý a nucený na malém divadle inscenovat podprůměrné hry s podprůměrnými herci. 
Milada se Jindřicha ptá na jeho pohled na hrdinství, jejich rozhovor vyruší projev ředitele divadla, servilní režimu. Uvolněnou atmosféru po představení naruší opilý ruský důstojník, který se do dostane do divadelního baru a všem nabízí benzín. Rus se po ponižování a zastrašování herců náhodou zraní a na chvíli upadne do bezvědomí. Petra, rebelujícího herce, který i po představení chodí v nacistické uniformě, napadne před Rusem předstírat, že je v zajetí nacistů.

## Obsazení
| Martin Pechlát    | režisér Jindřich |
| Otakar Brousek    | ředitel          |
| Cyril Dobrý       | Vladimír         |
| Antonie Formanová | Milada           |
| Pavel Neškudla    | Petr             |
| Tomáš Jeřábek     | Antonín          |
| Alexej Gorbunov   | Rus              |
| Vlastimil Venclík | Josef Sázavský   |
| Lucie Roznětínská | barmanka         |
| Anton Tatatu      | ruský voják      |
| Alisher Fakhrijev | ruský voják      |

## Vznik filmu
Pro režiséra Michala Nohejla, absolventa FAMU v dílně u režisérky Věry Chytilové, jde o celovečerní filmový debut, do natáčení filmu se výhradně věnoval natáčení studentských filmů, hudebních klipů a reklamních spotů. Námět k filmu získali od otce Nohejlových spolužáků, Zdeňka Vaňury, který napsal povídku odehrávající se v dobách normalizace. Povídka vypráví o dvou opilích Češích, kteří v parku naleznou namol opilého ruského vojáka. Dovlečou ho do sklepa, a protože jeden z nich je fanouškem vojenských uniforem, oba si nasadí německé uniformy a předstírají, že Rusa zajali nacisti.
Film měl malý rozpočet a většina štábu, včetně herců, pracovala téměř bez honoráře. Režisér se nechal slyšet, že díky malému rozpočtu měl při natáčení mnohem větší svobodu. Natáčení filmu probíhalo v Novém Strašecí a trvalo 16 dní. Před natáčením, v době divadelních prázdnin, probíhalo zkoušení s herci, aby postavy byly sehrané a měly usazené charaktery. Postavu ruského okupanta ztvárnil ukrajinský herec Alexej Gorbunov.
Snímek podle tvůrců stylem a atmosférou odkazuje k filmům Davida Lynche a Quentina Tarantina.

## Premiéra a festivaly
Kinopremiéra filmu proběhla 5. srpna 2021 a film byl ve stejném měsíci také uveden na Letní filmové škole. Film proběhl kiny téměř bez povšimnutí, v kinosálech jej vidělo 3 400 diváků, na začátku roku 2022 byl přemístěn na online platformy Dafilms, Aerovod a HBO Go. Režisér neskrýval rozhořčení z toho, že se film neobjevil na festivalech Febiofest, Finále Plzeň, ani na Karlovarském filmovém festivalu, kde se podle jeho názoru neobjevil kvůli jednomu z hlavních sponzorů, ruské společnosti Gazprom. Kromě toho kritizoval i společnost Bontonfilm, která dle jeho názoru „pohřbila kinodistribuci v Česku i na Slovensku“ a film se v kinech uváděl jen sporadicky. Díky úspěchu na Cenách české filmové kritiky se film dostal znovu do kinodistribuce a začalo se o něm opět mluvit.

## Recenze
Film získal u českých filmových kritiků převážně nadprůměrná hodnocení: 
- Stanislav Dvořák, Novinky.cz, 5. srpna 2021, [16]
- Mirka Spáčilová, IDNES.cz, 9. srpna 2021, [17]
- Mojmír Sedláček, MovieZone, 16. srpna 2021, [18]
- Eva Müllerová, Červený koberec, 18. srpna 2021, [19]
- Roman Freiberg, Kinobox, 10. září 2021, [20]

Tomáš Stejskal v recenzi pro Aktuálně.cz nazval Okupaci jedním z nejvýraznějších filmů dnešní doby, chválil tvůrce za „nespoutaný pokus o silně stylizovaný film, který má evropské ambice i styl, a přitom vypráví o ryze českých, byť univerzálně srozumitelných problémech“. Marcel Kabát v recenzi pro Lidové noviny napsal, že dobré nápady ve filmu převažují, ale ani ty filmu „nedokážou poskytnout plnou ochranu před tím, co jej naopak brzdí“. Martin Šrajer v recenzi pro A2larm nazval film „zcela osobitým dílem, které nad českou filmovou produkcí ční a s tou zahraniční může být směle poměřováno“.

## Ocenění a nominace
Film získal čtyři ceny Ceny české filmové kritiky (v kategoriích nejlepší film, nejlepší režie, nejlepší scénář a objev roku) a ve dvou dalších kategoriích byl nominován (nejlepší herec a nejlepší audiovizuální počin).
V lednu 2022 bylo oznámeno, že film byl nominován na 13 Českých lvů (nejvíce nominací za daný rok, shodný počet nominací získal rovněž snímek Zátopek). Na březnovém ceremoniálu proměnil tři nominace, v kategoriích nejlepší herečka ve vedlejší roli (Antonie Formanová), nejlepší scénář (Marek Šindelka a Vojtěch Mašek) a nejlepší hudba (La Petite Sonja a Hank J. Manchini).